# Mesolecanium planum
Mesolecanium planum är en insektsart som beskrevs av Hempel 1932. Mesolecanium planum ingår i släktet Mesolecanium och familjen skålsköldlöss. Inga underarter finns listade i Catalogue of Life.